# Simnialena uniplicata
Simnialena uniplicata, tên tiếng Anh: one-tooth simnia, là một loài ốc biển, là động vật thân mềm chân bụng sống ở biển thuộc họ Ovulidae.

## Miêu tả
Chiều dài tối đa của vỏ ốc được ghi nhận là 21 mm.

## Môi trường sống
Độ sâu tối thiểu được ghi nhận là 0 m. Độ sâu tối đa được ghi nhận là 116 m.